# Departamento de Asuntos Políticos de las Naciones Unidas
El Departamento de Asuntos Políticos (DAP) es un departamento de la Secretaría General de las Naciones Unidas, estructurado y establecido por mandato de la Asamblea General en 1992.
Desde el 28 de marzo de 2018, Rosemary DiCarlo ostenta el cargo de Secretaria General Adjunta y Jefa del Departamento.

## Objetivos
El DAP tiene como objetivos evaluar, prevenir y resolver los conflictos civiles, militares o políticos alrededor del mundo de manera pacífica, además de asesorar e informar al Secretario General, a los enviados especiales y a las misiones de las Naciones Unidas en estos.

## Misiones
El DAP administra misiones dedicadas a la prevención y resolución de conflictos principalmente en África, Asia Central y Oriente Medio; además, el departamento apoya a los enviados especiales del Secretario General, que ejercen sus funciones actualmente en países como Chipre, Sahara Occidental, Siria y Yemen. También hay un enviado para la disputa sobre el nombre de Macedonia y un Representante Personal para el conflicto territorial del Esequibo.